# Kolokol

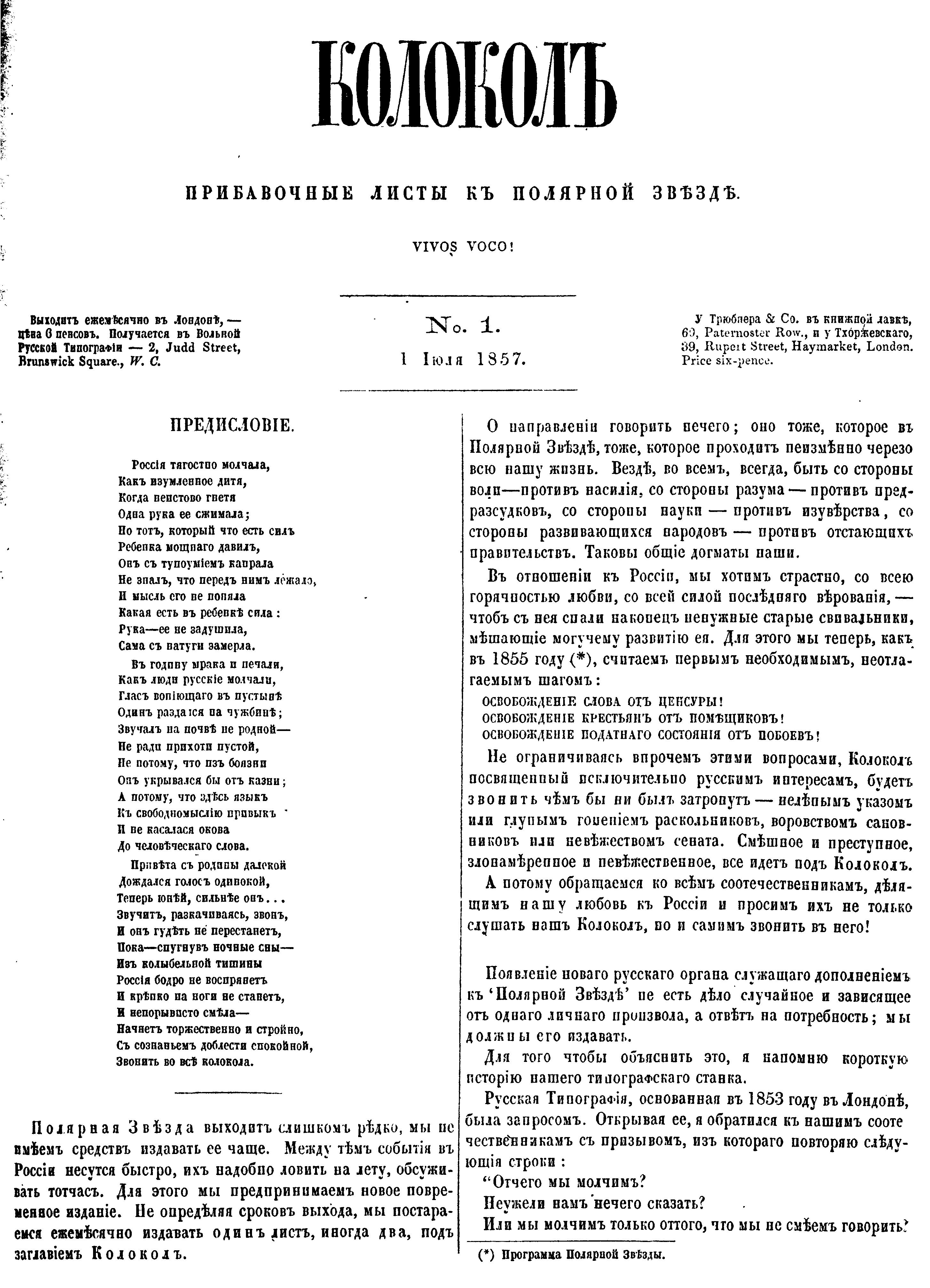
Titelseite der ersten Ausgabe

Kolokol (Колокол, russisch: Die Glocke) war die erste unzensierte russischsprachige Zeitung. Sie erschien 1857 bis 1865 in London und danach bis 1867 in Genf und wurde von Alexander Herzen und Nikolai Ogarjow herausgegeben, die zur gleichen Zeit den literarisch-politischen Almanach Poljarnaja swesda (Polarstern) herausgaben. Trotz des Verbots in Russland war die Zeitung weit verbreitet und hatte großen Einfluss auf die reformorientierten und revolutionären Kräfte der Zeit.
Kolokol erschien ein- bis viermal im Monat und erreichte 1859–1861 eine Auflage von 2500 Exemplaren. Unter den Mitarbeitern waren Anhänger verschiedener russischer Oppositionellengruppen und Gegner der dort noch praktizierten Leibeigenschaft, wie etwa Michail Bakunin, Pawel Annenkow, Nikolai Dobroljubow und Iwan Turgenjew. Autoren anderer Sprachen, deren Werke in Kolokol publiziert wurden, waren beispielsweise Victor Hugo, Giuseppe Garibaldi, Pierre-Joseph Proudhon, Jules Michelet und Giuseppe Mazzini.
Wegen Auseinandersetzungen mit der jüngeren Generation russischer Emigranten und dem Abreißen von Kontakten zu Oppositionellen in Russland wurde die Zeitung eingestellt. Nach dem Tode Herzens 1870 wurde sie für kurze Zeit von Ogarjow weitergeführt.

## Quelle
- Karlheinz Kasper: Kolokol. In: Herbert Greiner-Mai (Hg.): Kleines Wörterbuch der Weltliteratur. VEB Bibliographisches Institut Leipzig 1983. S. 149.